# São Bartolomeu de Messines
Pour les articles homonymes, voir São Bartolomeu et Messines (homonymie).
São Bartolomeu de Messines est une paroisse civile portugaise (en portugais : freguesia) de la municipalité de Silves en Algarve.
Lors du recensement de 2021, São Bartolomeu de Messines compte 8 157 habitants.